# آلان سپینوال
آلان سپینوال (انگلیسی: Alan Sepinwall؛ زادهٔ ۱۹ اکتبر ۱۹۷۳) نویسنده، و روزنامه‌نگار اهل ایالات متحده آمریکا است. وی از سال ۱۹۹۴ میلادی تاکنون مشغول فعالیت بوده‌است.